# 戴達羅號航空母艦
戴達羅號航空母艦為西班牙海軍艦艇，原本是美國海軍在第二次世界大戰時的獨立級輕型航空母艦卡伯特號。

## 簡介
1967年西班牙向美國租借，1973年正式購買並進行現代化改造，包括更新艦上電子設備和改良彈藥庫等，外觀上和之前最大的分別是煙囪由四個改為兩個，然後改名為戴達羅號，戴達羅號原本只作為直昇機母艦，操作20架直升機（包括4架反潛用SH-3海王直昇機），1976年增加了搭載7架AV-8S戰鬥機(美製AV-8A鷂式攻擊機的西班牙型號)，為此而要把原本的木製飛行甲板舖上鋼鐵以抵受當AV-8S昇降時由發動機噴咀噴出的高熱氣體，1989年，戴達羅號退役，之後歸還美國，原本計畫作為紀念館，但最終仍被拆毀。
戴達羅號有時也會意譯成迷宮號，因為戴達羅原本是指古希臘神話當中在克里特島建造迷宮的代達羅斯。

## 基本資料
- 全長:189.9米
- 艦闊:21.8米
- 飛行甲板闊:32.9米
- 吃水:7.9米
- 基本排水量:13,000噸
- 滿載排水量:16,416噸

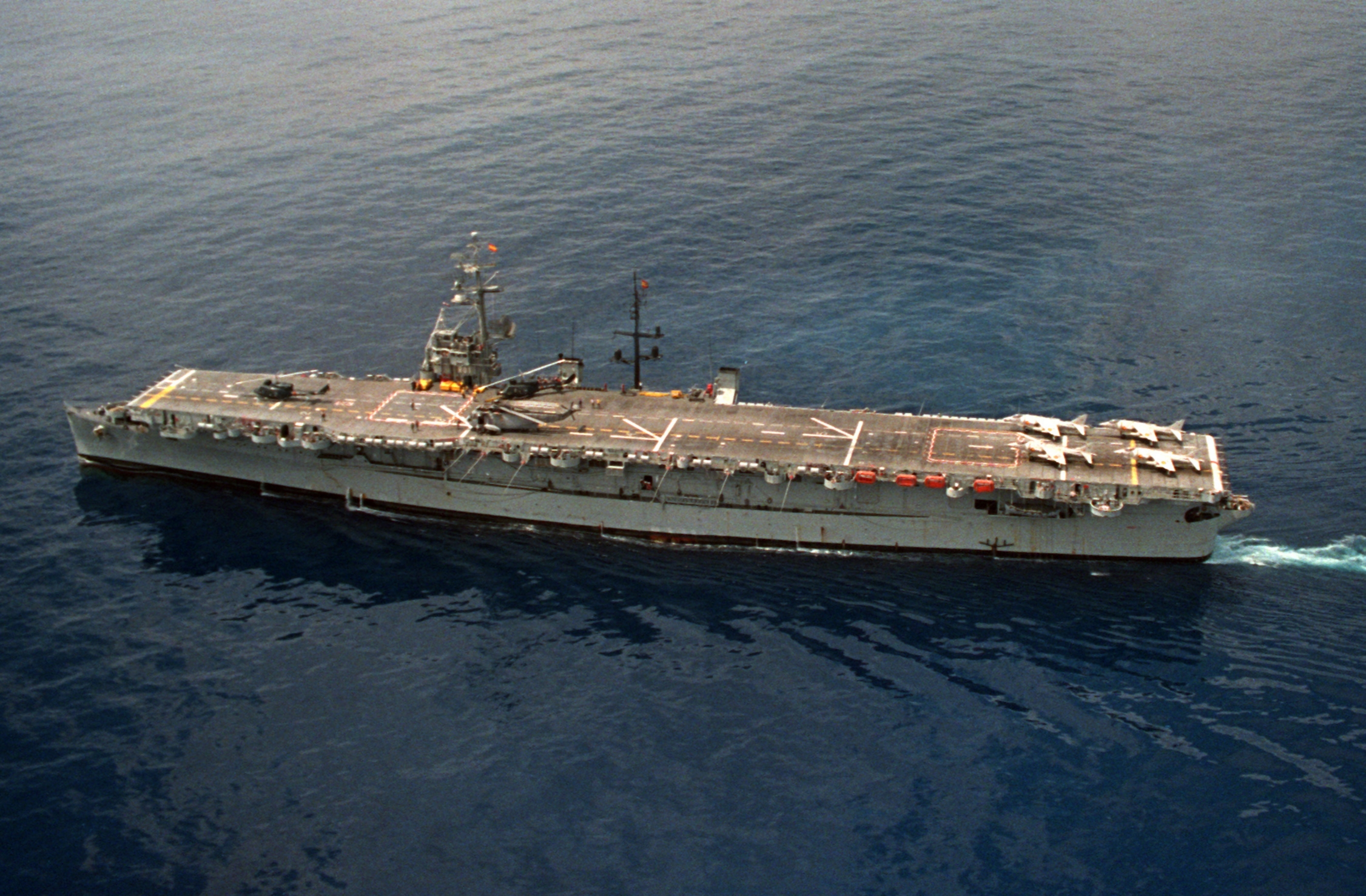
1988年退役前的戴達羅號

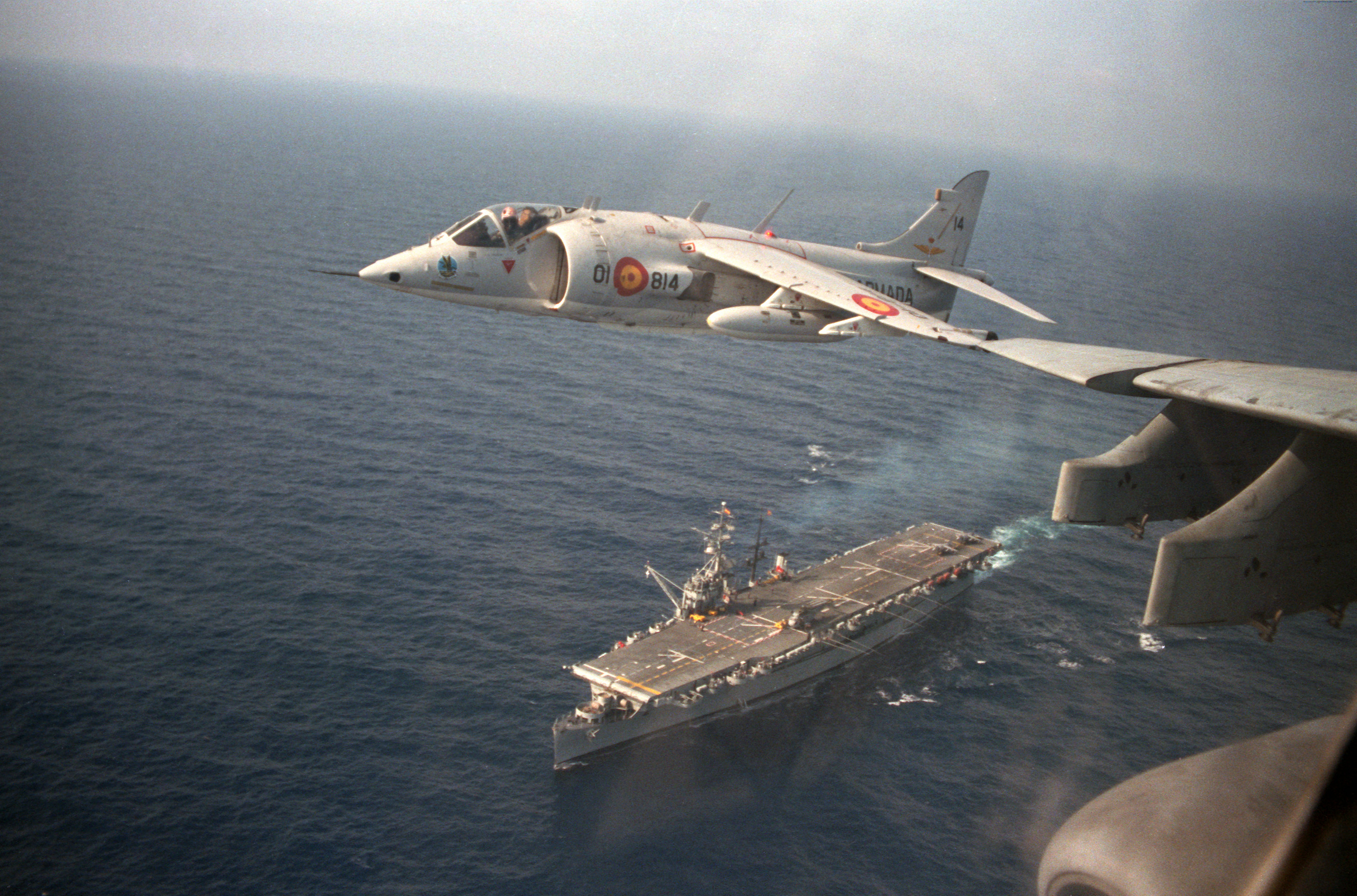
AV-8S是戴達羅號主要的艦載戰鬥機

- 動力:4部總馬力100,000匹馬力蒸汽煱爐
- 最快航速:24節
- 武裝:22座40毫米口徑防空高射機炮
- 乘員:約1,112人
- 艦載機:7架艦載AV-8S戰鬥機+20架直昇機